# 嶋英二
嶋 英二（しま えいじ、1972年〈昭和47年〉12月19日 - ）は、日本の元俳優、子役。東京都世田谷区出身。劇団いろはに所属していた。

## 来歴
母親が、人見知りを治させようとして劇団いろはに入団させたのが芸能のキャリアの始まり。1979年にテレビドラマ『焚火』でデビューした後、映画やテレビドラマなどにも出演し、1988年頃に芸能界を引退。
その後は都市再生機構に職員として勤め、東日本大震災で被災した塩釜の災害公営住宅の造園設計などを手がける。

## 出演

### 映画
- ブルージーンズ メモリー（1981年、東宝） - 田川健二 役
- 鑓の権三（1986年、松竹富士） - 市之進虎次郎 役

### テレビドラマ
- 銀河テレビ小説「焚火」（1979年、NHK）
- NHK大河ドラマ（NHK）
  - 「草燃える」（1979年） - 善哉 役
  - 「徳川家康」（1983年） - 竹千代（徳川家光の少年時代） 役
  - 「独眼竜政宗」（1987年） - 藤次郎（伊達政宗の少年時代） 役
- 太陽にほえろ!（日本テレビ）
  - 第434話「ある誘拐」（1980年） - 内藤守 役
  - 第499話「こわれた時計」（1982年） - 杉下浩 役
- ライオン奥様劇場「母系家族」（1980年、フジテレビ）
- 一人来い二人来いみんな来い（1980年 - 1981年、TBS）- 英二 役
- 大江戸捜査網 第5シリーズ 第104回「新隠密登場 謎の慶長大判」（1981年10月3日、テレビ東京）
- しづの生涯（1981年、TBS）
- 鞍馬天狗（1981年、TBS）
- 長七郎天下ご免!　(1981年、テレビ朝日系) 第92話 「命賭けます!忍び恋」-鶴松　役
- 源九郎旅日記 葵の暴れん坊 第6話「駿府茶どころ父子みち」（1982年、テレビ朝日 / 東映） - 太平 役
- 大戦隊ゴーグルファイブ 第29話「眠りの街の恐怖」（1982年、テレビ朝日） - タカシ 役
- 時代劇スペシャル（フジテレビ）
  - 「御用船炎上」（1982年9月10日）
  - 「同心部屋御用帳 江戸の旋風」（1984年1月19日）
- おまかせください、オレの女房どの（1982年、フジテレビ）
- 痛快あばれはっちゃく 第28話「おメン！一本マルヒ作戦」（1983年、テレビ朝日）
- 若き血に燃ゆる〜福沢諭吉と明治の群像（1984年1月2日、テレビ東京）
- 新鋭ドラマシリーズ「わが子はアイスキャンデー」（1984年3月11日、TBS） - 主演
- 月曜ワイド劇場「妻たちの離陸」（1984年4月23日、テレビ朝日）
- うちの子にかぎって…（1984年、TBS） - 市川司 役
- 雨ふりお月さん 私に日本語下さい（1984年10月27日、NHK） - 飯田透 役
- 金曜ドラマ「許せない結婚」（1985年、TBS） - 太郎 役
- ドラマ人間模様「富士山麓」（1985年、NHK）
- 赤い秘密（1985年、TBS） - 守川義夫 役
- 土曜グランド劇場「新・熱中時代宣言」（1986年、日本テレビ） - 雨傘次郎 役
- 特集ドラマ「子どもの隣り」（1986年5月5日、NHK） - 西沢静夫 役
- 月曜ドラマランド（フジテレビ）
  - 「パンツの穴」（1987年1月12日）
  - 「新・坊っちゃん」（1987年）
- 銭形平次スペシャル 殺意の遺産（1987年10月13日、フジテレビ）
- 時代劇スペシャル「野風の笛」（1987年7月1日、日本テレビ） - 松平忠輝（少年時代） 役
- JOCX-TV2 ミッドナイトドラマ「愛人ヨーコの遺書」（1988年4月1日、フジテレビ）
- 男と女のミステリー「母ーちゃん」（1988年5月6日、フジテレビ）

### バラエティ
- 笑っていいとも!（フジテレビ、テレフォンショッキング・1987年6月25日初登場）

### CM
- ロッテ 「コアラのマーチ」（1987年）